# Албърта (плато)
Албърта (на английски: Alberta Plateau) е обширно плато в западната част на Канада, в провинции Албърта и Саскачеван, простиращо се покрай източното подножие на Скалистите планини. Заема голяма част на провинция Албърта и крайната югозападна част на провинция Саскачеван. Надморската му височина варира от 800 m на североизток до 1000 – 1200 m на югозапад. Изградено е от мезозойски седиментни скали (пясъчници, глинести шисти, доломити и др.), препокрити с ледникови наслаги. Повърхността му е хълмиста, силно разчленена от дълбоките долини на реките Северен Саскачеван и Южен Саскачеван и техните притоци. На юг, в близост до границата със САЩ, се издигат изолирани планински масиви с височина до 1450 m. Заето е от сухи степи, а на север и изток – от лесостепи. На платото се разработват големи находища на нефт, природен газ и кафяви въглища.